# Нойтгедахт (Дренте)
Нойтгедахт (нід. Nooitgedacht) — селище в нідерландській провінції Дренте. Входить до муніципалітету А-ен-Гюнзе. Його населення станом на 2008 рік складало 312 осіб.